# Skeleton-Europacup 2017/18
Die Saison 2017/18 war die 18. Saison vom Skeleton-Europacup, welcher von der IBSF organisiert und ausgetragen wird. Diese Rennserie gehört gemeinsam mit den Intercontinentalcup 2017/18 und den Nordamerikacup 2017/18 zum Unterbau des Weltcups 2017/18. Die Ergebnisse der acht Saisonläufe an fünf Wettkampforten flossen in das IBSF-Skeleton-Ranking 2017/18 ein.
Bei den Frauen sicherte sich die Brittin Brogan Crowley die Gesamtwertung im Skeleton-Europacup und ist damit die erste Skeletonfahrerin aus den Vereinigten Königreich, welche dies gelang. Den zweiten und dritten Platz belegten die Russin Alina Tararytschenkowa und die Britin Eleanor Furneaux. Zum zweiten Mal nach der Saison 2014/15 schaffte es keine deutsche Skeletonfahrerin auf das Podest in der Gesamtwertung des Europacups. Bei den Männern siegte in der Gesamtwertung der Lette Krists Netlaus, welcher damit in die Fußstapfen von Martins Dukurs trat, der den Europacup 2002/03 gewinnen konnte. Die beiden Russen Konstantin Choroschko und Artjom Drosdow belegte den zweiten und dritten Platz.

## Frauen

### Veranstaltungen
| Datum             | Ort         | 1. Platz               | 2. Platz               | 3. Platz                           |
| ----------------- | ----------- | ---------------------- | ---------------------- | ---------------------------------- |
| 11. November 2017 | Lillehammer | Eleanor Furneaux       | Brogan Crowley         | Agathe Bessard                     |
| 12. November 2017 | Lillehammer | Eleanor Furneaux       | Brogan Crowley         | Hannah Stevenson                   |
| 17. November 2017 | Winterberg  | Brogan Crowley         | Corinna Leipold        | Maria Mazilu                       |
| 18. November 2017 | Winterberg  | Corinna Leipold        | Alina Tararytschenkowa | Brogan Crowley                     |
| 15. Dezember 2017 | La Plagne   | Eleanor Furneaux       | Kimberley Murray       | Brogan Crowley                     |
| 16. Dezember 2017 | La Plagne   | Alina Tararytschenkowa | Brogan Crowley         | Alena Frolova                      |
| 12. Januar 2018   | Altenberg   | Susanne Kreher         | Corinna Leipold        | Russland                           |
| 19. Januar 2018   | Innsbruck   | Russland               | Sophia Griebel         | Anastassija Alexandrowna Trufanowa |

### Gesamtwertung
| Rang | Pilotin                | Pilotin                | Lillehammer       | Lillehammer       | Winterberg        | Winterberg        | La Plagne         | La Plagne         | Altenberg       | Innsbruck       | Punkte |
| Rang | Name                   | Land                   | 11. November 2017 | 12. November 2017 | 17. November 2017 | 18. November 2017 | 15. Dezember 2017 | 16. Dezember 2017 | 12. Januar 2018 | 19. Januar 2018 | Punkte |
| ---- | ---------------------- | ---------------------- | ----------------- | ----------------- | ----------------- | ----------------- | ----------------- | ----------------- | --------------- | --------------- | ------ |
| 01   | Brogan Crowley         | Vereinigtes Königreich | 02                | 02                | 01                | 03                | 03                | 02                | 04              | 04              | 480    |
| 02   | Alina Tararytschenkowa | Russland               | 07                | 08                | 05                | 02                | DSQ               | 01                | 03              | 01              | 389    |
| 03   | Eleanor Furneaux       | Vereinigtes Königreich | 01                | 01                | 08                | 06                | 01                | 13                | DNS             | –               | 327    |
| 04   | Maria Surowzewa        | Russland               | 05                | 04                | 10                | 11                | 04                | 05                | 11              | 11              | 312    |
| 05   | Agathe Bessard         | Frankreich             | 03                | 05                | 20                | 15                | 08                | 06                | 05              | 07              | 293    |
| 06   | Anastassija Trufanowa  | Russland               | 06                | 06                | 09                | 13                | 11                | 10                | 12              | 03              | 285    |
| 07   | Endija Tērauda         | Lettland               | 09                | 07                | 15                | 17                | 06                | 08                | 07              | 16              | 246    |
| 08   | Dārta Zunte            | Lettland               | 08                | 09                | 18                | 19                | 10                | 09                | 13              | 17              | 210    |
| 09   | Corinna Leipold        | Deutschland            | –                 | –                 | 02                | 01                | –                 | –                 | 02              | –               | 205    |
| 10   | Kellie Delka           | Vereinigte Staaten     | 11                | 11                | 06                | 09                | 09                | 011               | –               | –               | 198    |

## Männer

### Veranstaltungen
| Datum             | Ort         | 1. Platz           | 2. Platz           | 3. Platz              |
| ----------------- | ----------- | ------------------ | ------------------ | --------------------- |
| 11. November 2017 | Lillehammer | Craig Thompson     | Krists Netlaus     | Samuel Maier          |
| 12. November 2017 | Lillehammer | Krists Netlaus     | Samuel Maier       | Craig Thompson        |
| 17. November 2017 | Winterberg  | Martin Rosenberger | Fabian Küchler     | Felix Seibel          |
| 18. November 2017 | Winterberg  | Fabian Küchler     | Martin Rosenberger | Felix Seibel          |
| 15. Dezember 2017 | La Plagne   | Krists Netlaus     | Jewgeni Rukossujew | Artjom Drosdow        |
| 16. Dezember 2017 | La Plagne   | Krists Netlaus     | Jewgeni Rukossujew | Artjom Drosdow        |
| 12. Januar 2018   | Altenberg   | Martin Rosenberger | Fabian Küchler     | Dominic Rady          |
| 19. Januar 2018   | Innsbruck   | Jewgeni Rukossujew | Artjom Drosdow     | Konstantin Choroschko |

### Gesamtwertung
| Rang | Pilot                 | Pilot                  | Lillehammer       | Lillehammer       | Winterberg        | Winterberg        | La Plagne         | La Plagne         | Altenberg       | Innsbruck       | Punkte |
| Rang | Name                  | Land                   | 11. November 2017 | 12. November 2017 | 17. November 2017 | 18. November 2017 | 15. Dezember 2017 | 16. Dezember 2017 | 12. Januar 2018 | 19. Januar 2018 | Punkte |
| ---- | --------------------- | ---------------------- | ----------------- | ----------------- | ----------------- | ----------------- | ----------------- | ----------------- | --------------- | --------------- | ------ |
| 01   | Krists Netlaus        | Lettland               | 02                | 01                | 05                | 06                | 01                | 01                | 06              | 08              | 451    |
| 02   | Konstantin Choroschko | Russland               | 04                | 04                | 08                | 07                | 04                | 04                | 07              | 03              | 367    |
| 03   | Artjom Drosdow        | Russland               | 05                | 06                | 10                | 10                | 03                | 03                | 08              | 02              | 360    |
| 04   | Samuel Maier          | Österreich             | 03                | 02                | 09                | 13                | 05                | 06                | 09              | 06              | 339    |
| 05   | Craig Thompson        | Vereinigtes Königreich | 01                | 03                | 04                | 04                | –                 | –                 | –               | 03              | 275    |
| 06   | Stephen Garbett       | Vereinigte Staaten     | 07                | 12                | 11                | 12                | 06                | 09                | 11              | 14              | 252    |
| 07   | Martin Rosenberger    | Deutschland            | –                 | –                 | 01                | 02                | –                 | –                 | 01              | 09              | 249    |
| 08   | Alischer Mamedow      | Russland               | 13                | 08                | 07                | 09                | 08                | 04                | 12              | –               | 248    |
| 09   | Alexander Schlintner  | Österreich             | 06                | 05                | 15                | 15                | 10                | 10                | 10              | 19              | 239    |
| 10   | Jewgeni Rukossujew    | Russland               | –                 | –                 | –                 | –                 | 02                | 02                | –               | 01              | 205    |
| 11   | Fabian Küchler        | Deutschland            | –                 | –                 | 02                | 01                | –                 | –                 | 02              | –               | 205    |